# Técnica de teñido por reserva

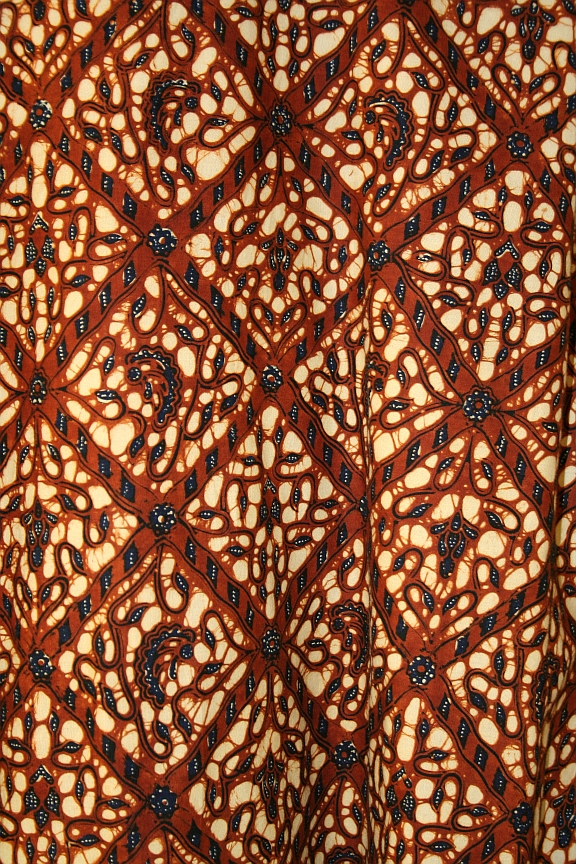
Textil de Indonesia tratado mediante la técnica denominada batik.

Se denomina técnica de teñido por reserva a una serie de métodos tradicionales para teñir telas con motivos o patrones. Estos métodos se utilizan para "reservar" o prevenir que la tintura penetre en toda la tela, por lo tanto generándose un patrón entre las zonas alcanzadas por la tintura y aquellas donde no ha penetrado. Las técnicas más comunes utilizan ceras, algún tipo de pasta, o un medio mecánico que manipula la tela (por ejemplo atado o cosido) para prevenir que la tintura penetre. Otra forma de evitar la penetración de la tintura es mediante algún agente químico con un tipo específico de tintura asociada de manera de repeler a que otro tinte se imprima sobre la pintura base. Las versiones más conocidas en la actualidad son tie-dye y batik. 

## Técnicas tradicionales que utilizan cera o pasta
- Indonesia - Batik con cera

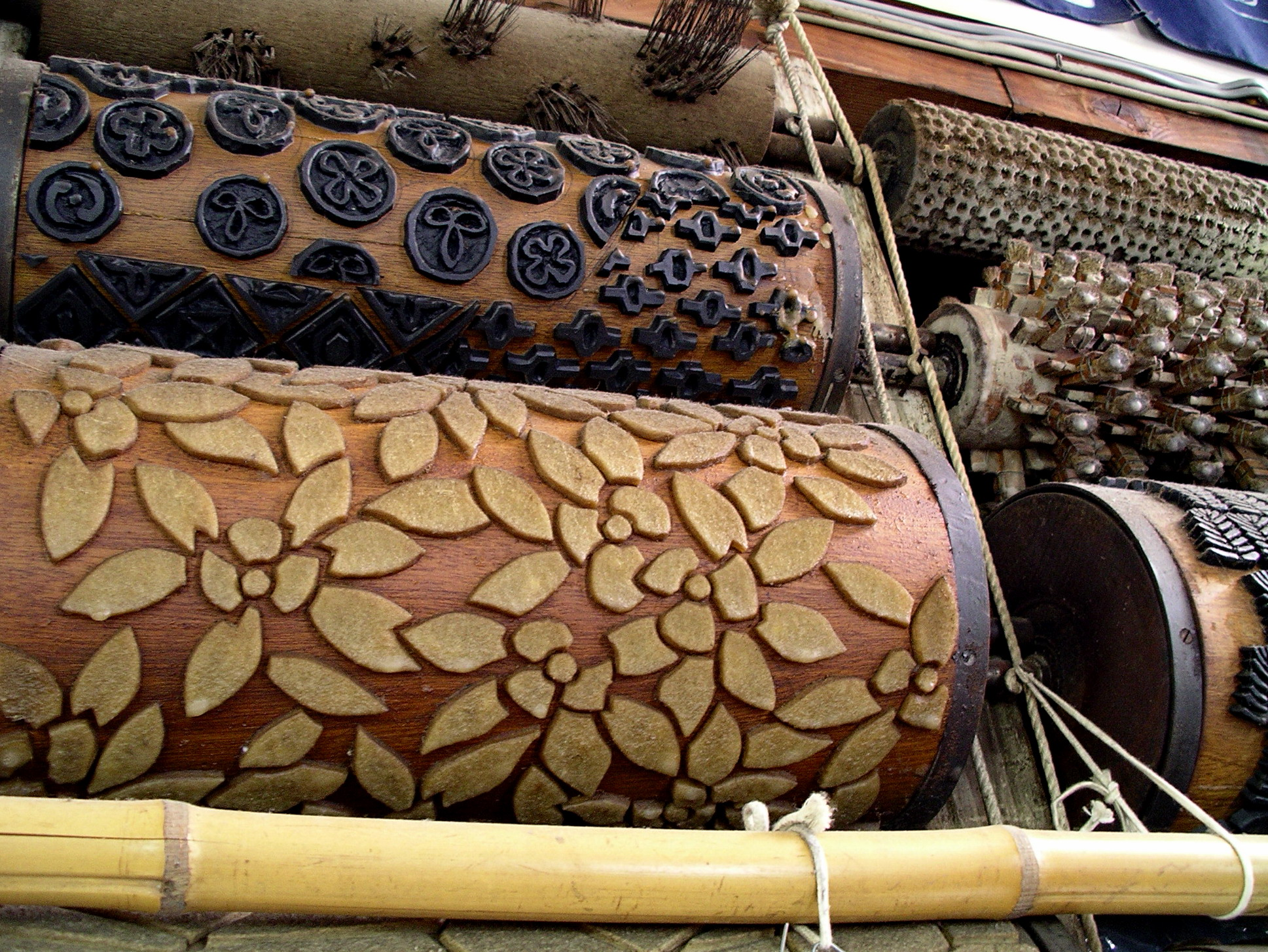
Ruedas de impresión rōketsuzome en Roketsuzome Yamamoto, Kioto.

- Japón - Rōketsuzome con cera, Katazome, Yūzen y Tsutsugaki con pasta de arroz
- África -entre otras denominaciones, Madiba

## Técnicas tradicionales que utilizan atado o cosido
- Indonesia - Ikat, donde solo la urdimbre o contrahilo es teñido.
- India - Bandhni
- África - Adire
- Oeste moderno - Tie-dye
- Japón - Shibori